# Вајано Кремаско
Вајано Кремаско (итал. Vaiano Cremasco) је насеље у Италији у округу Кремона, региону Ломбардија.
Према процени из 2011. у насељу је живело 3798 становника. Насеље се налази на надморској висини од 84 м.

## Становништво
| 1931. | 1936. | 1951. | 1961. | 1971. | 1981. | 1991. | 2001. | 2011. |
| ----- | ----- | ----- | ----- | ----- | ----- | ----- | ----- | ----- |
| 2.233 | 2.179 | 2.422 | 2.556 | 2.677 | 2.928 | 3.315 | 3.622 | 3.869 |